# Lyric Opera of Chicago

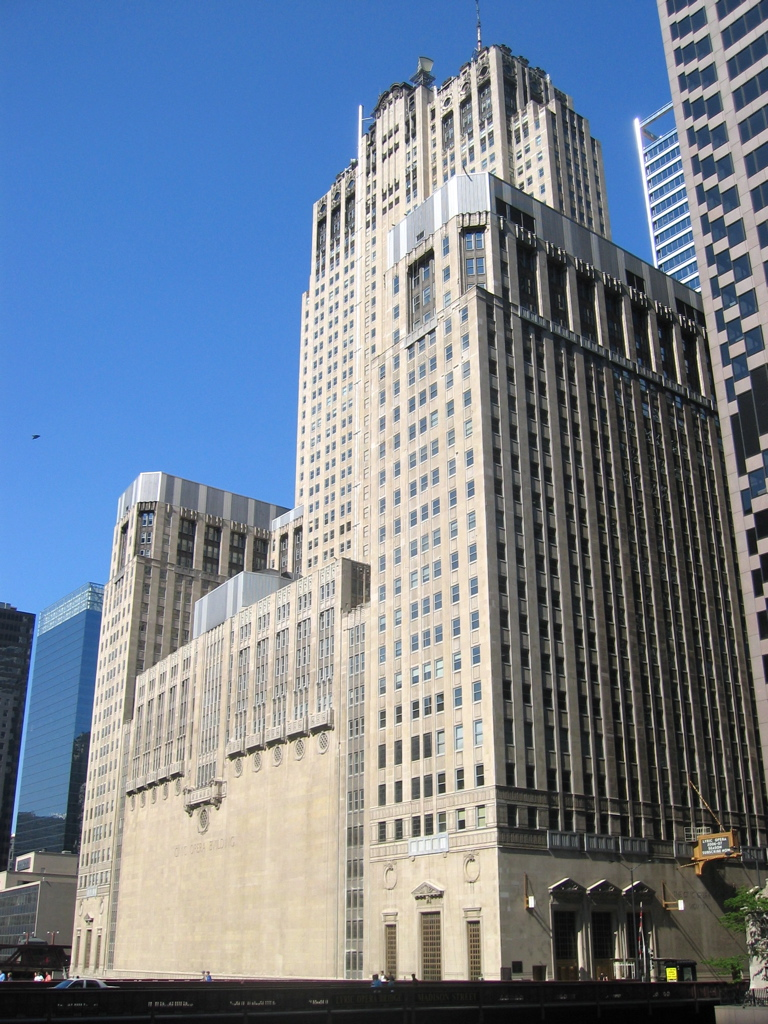
het Civic Opera House

De Lyric Opera of Chicago is een van de bekendste operagezelschappen in de Verenigde Staten. Het werd in 1952 door Carol Fox, Nicola Rescigno en Lawrence Kelly onder de naam Lyric Theatre of Chicago, opgericht. In het eerste seizoen maakte Maria Callas haar Amerikaanse debuut in de opera Norma. Het gezelschap werd door Carol Fox in 1956 gereorganiseerd en kreeg toen haar huidige naam.

## Uitvoeringsgeschiedenis
Naast het standaardrepertoire voert de Lyric Opera ook hedendaagse werken uit, zoals John Harbisons The Great Gatsby (2000-2001), Kurt Weills Street Scene (2001-2002), Carlisle Floyds Susannah, Sondheims Sweeney Todd (2002-2003), en John Adams' Doctor Atomic een productie die geregisseerd werd door Peter Sellars.
Componist William Bolcom schreef zijn recentste opera, A Wedding, gebaseerd op de film uit 1978 met dezelfde naam en geregisseerd door Robert Altman, speciaal voor de Lyric Opera. De première ervan was tijdens het vijftigjarig jubileum van de Lyric Opera.
Van 1971 tot 2001 zijn de producties van de Lyric Opera opgenomen en uitgezonden door WFMT. Daarna werd ermee gestopt vanwege een geschil met de vakbonden voor musici in Chicago over de vergoedingen en de uitzendrechten. Het conflict duurde lang en werd pas kort voor de première van Richard Strauss' opera Salome (met in de hoofdrol Deborah Voigt) op 21 september 2006 opgelost. De uitzendingen werden pas in mei 2007 hervat.

## Dagelijkse leiding
William Mason is de huidige algemeen directeur, die deze positie vanaf november 1997 vervult. Mason is reeds meer dan veertig jaar verbonden aan het gezelschap. Andrew Davis is de muzikaal directeur en eerste dirigent en heeft deze positie vanaf september 2000. In het seizoen 2004-2005 organiseerde hij ter ere van het vijftigjarig bestaan drie volledige cycli van Der Ring des Nibelungen.

## Civic Opera House
Voor details, zie Civic Opera House

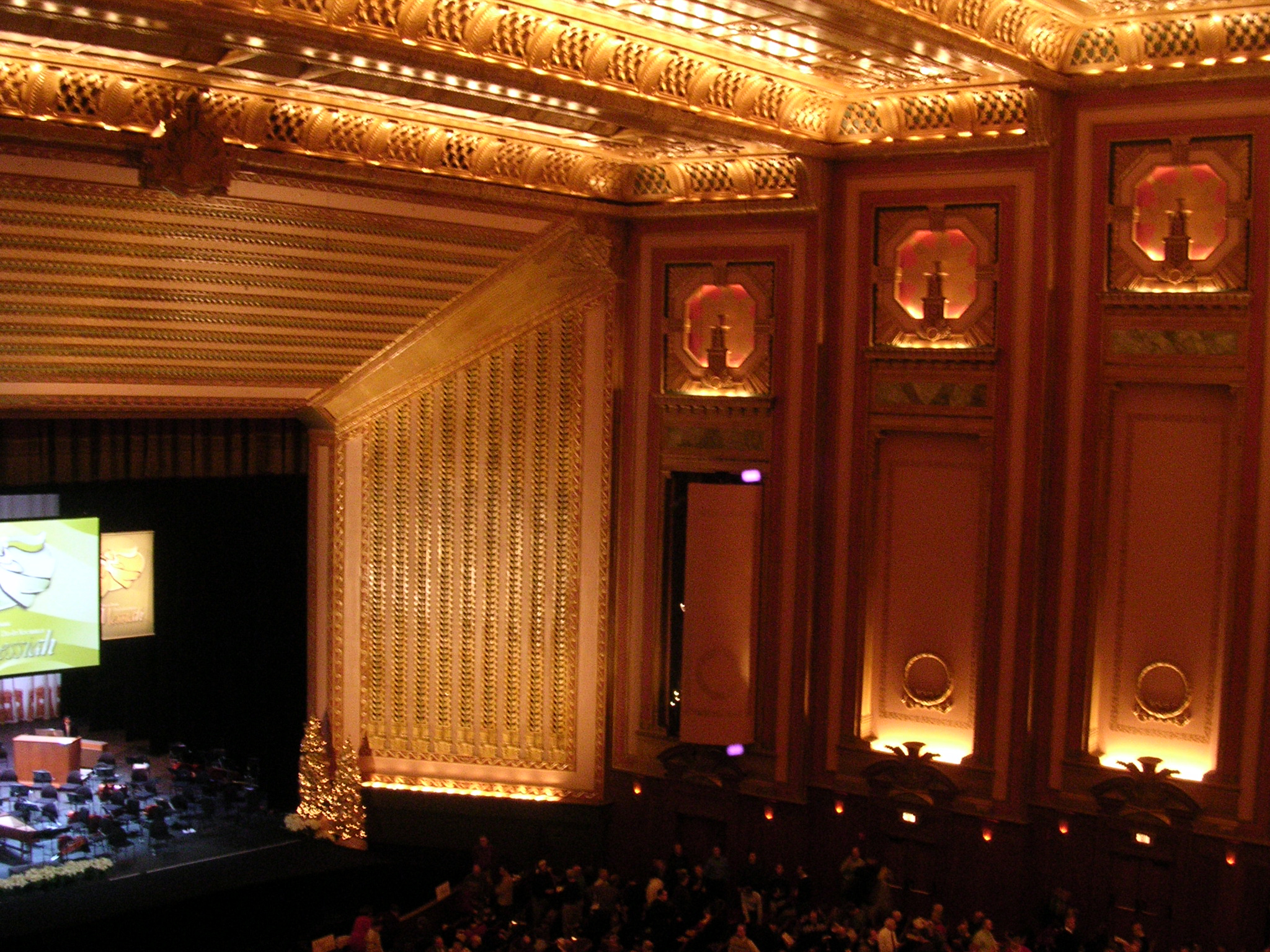
de Ardis Krainik zaal

De Lyric Opera heeft haar thuisbasis in het Civic Opera House, een gebouw dat van 1954 tot na de renovatie in 1993 gehuurd werd. Het is gebouwd in 1929 en heeft een art-deco-interieur. Met 3.563 zitplaatsen is het het op een na grootste operatheater van Noord-Amerika. In 1996 kreeg de zaal de naam Ardis Krainik Theatre ter ere van Ardis Krainik, die algemeen directeur was van 1982 tot 1997 en verantwoordelijk was voor de renovatie vanaf 1993.